# Чанд-Баорі
Чанд-Баорі (гінді चाँद बावड़ी) — стародавня східчаста криниця, що побудована між IX і XI століттями біля храму в містечку Абханері, за 95 км від Джайпуру, штат Раджастхан, і це одна з найглибших східчастих криниць в Індії.

## Історія
Стародавнє місто Абха-Нагарі (тепер Абханері або Абанері) було столицею раджпутів Чагаманас. Штат Раджастхан дуже посушливий, що вплинуло на дизайн і остаточну структуру колодязя Чанд-Баорі. Колодязь збудували за наказом Раджі Чанда династії Нікхумба між 800 і 900 р. н. е. Після завершення будівля була присвячена богині радості і щастя Харшат Мата.

## Опис
Чанд-Баорі — східчастий колодязь, був призначений для зберігання води на якомога довший період. Як будь-який інший східчастий колодязь, Чанд-Баорі в період мусонів наповнюється дощовою водою. Цей колодязь здатний зберігати воду протягом декількох місяців. Неподалік від колодязя розташовано Храм Харшат Мате. Всім прочанам перед вознесінням молитви необхідно відвідати Чанд-Баорі для того, щоб омити ноги і руки. Повітря у нижній частині колодязя на 5-6 градусів прохолодніше, ніж на поверхні. Колодязь Чанд Баорі використовували як місце для збору спільнот місцевих жителів у періоди сильної спеки. Одна сторона колодязя має павільйон і кімнату для відпочинку королівської сім'ї.
Колодязь був побудований на площі понад тридцять квадратних футів. Ця велика площа дозволяла в період мусонів збирати відразу максимальну кількість води. Його глибокий бункер двадцять метрів складається з трьох сходових прольотів. Колодязь має квадратну форму, і з усіх боків оточений складовими терасами. Три поверхи кімнат збудовані з виходом на дві тераси. Нижня велика кімната знаходиться в оточенні двох галерей безпосередньо над резервуаром в передній частині свердловини, яка занурюється безпосередньо в бак. У середині — вода, зібрана з дахів і терас.
Глибина Чанд Баорі становить приблизно 30 метрів і складається з 13 ярусів, кожен з яких має по 7 сходинок. Уздовж чотирьох стін розташовано безліч дрібних сходів, що мають, в цілому, приблизно 3500 сходинок.
Це сховище базується на двох стовпах масиву. Стовпи, що підтримують східчасті галереї склепіння на півночі збудовані в тому ж стилі і водночас, що і стовпи мандапи Храму Харшат Мата. На трьох інших боках збудовано дванадцять рівнів подвійних сходових прольотів, гармонійно влаштованих і з ідеальною симетрією. Ця розумна конструкція сприяє циркуляції максимуму людей. Хоча Чанд Баорі відкритий для всіх бажаючих туристів, з метою безпеки доступ у Баорі оточений огорожею, а його нижня частина закрита. Згодом доступ до пам'ятки став можливим через галереї та лабіринти північного павільйону. З північного входу в колодязь сходинки також ведуть до багатоповерхових павільйонів. З трьох боків (східного, західного та південного) на кожному з 13 ярусів висічений подвійний ряд сходинок.
Консолі в передній частині великої кімнати верхнього поверху прикрашені колонами зі скульптурками слонів. Ці приміщення були призначені для раджі і його свити, щоб вони могли зробити ритуальні обмивання перед входом в храм, розташований по сусідству.
Після санітарно-гігієнічних обрядів вони переходили до великої зали з видом на водосховище. Святість цього місця підкреслюється опорними стовпами, які прикрашені нішами з рельєфними зображеннями бога Ганеша і богині Дурги Махішамардіні.
Галереї, що притулилися до зовнішньої стіни служать сховищем для фрагментів скульптур, витягнутих з руїн сусіднього Храму Харшат Мата, а також кількох невеликих оточуючих храмів.
Варто відзначити, що купатися в цій воді небезпечно для життя. Бактеріологи стверджують, що вода в колодязі здатна вбити людину за 2 — 3 дні. В індійській пресі нерідко з'являються повідомлення, які розповідають про смертні випадки, зафіксовані в області розташування колодязя.

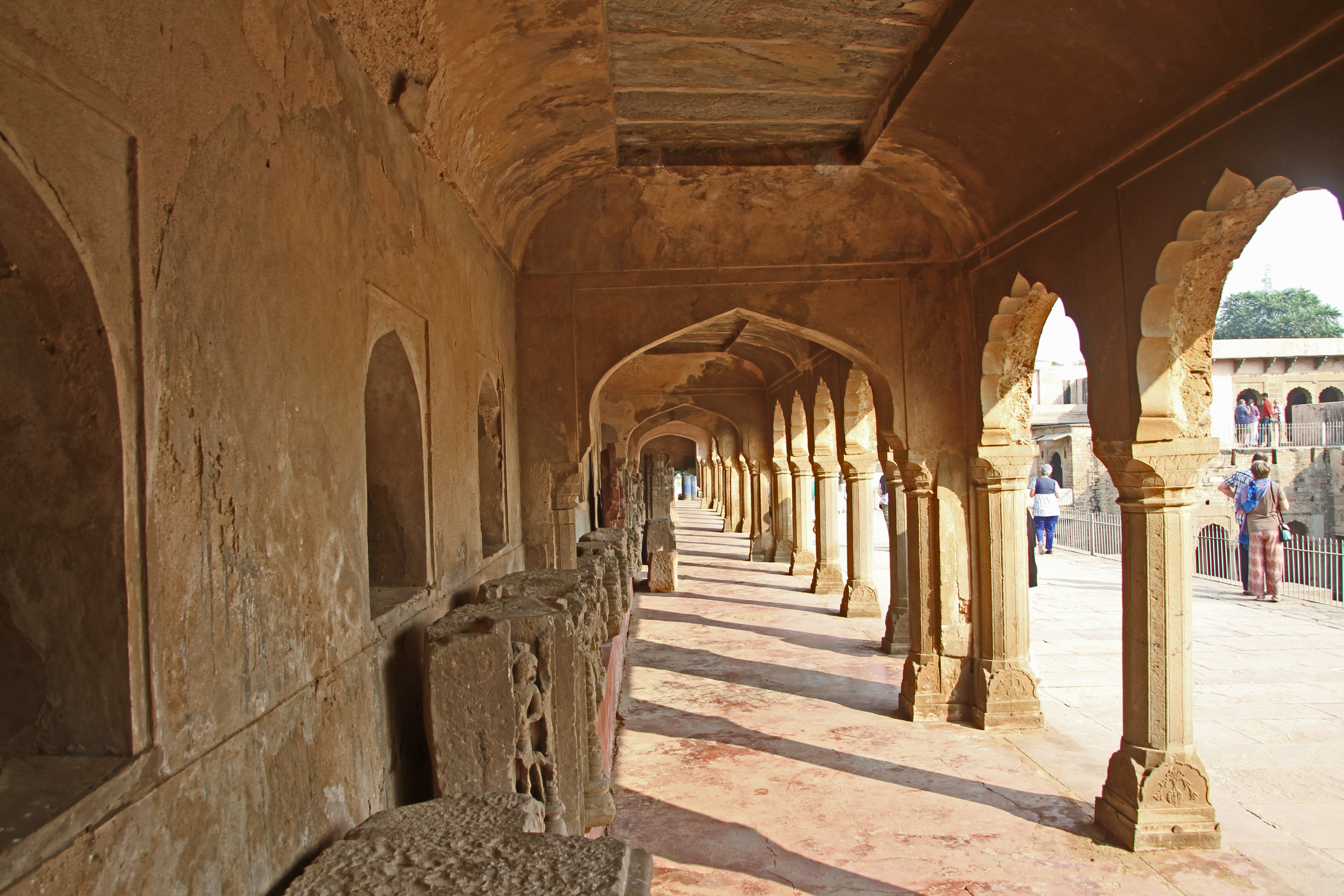
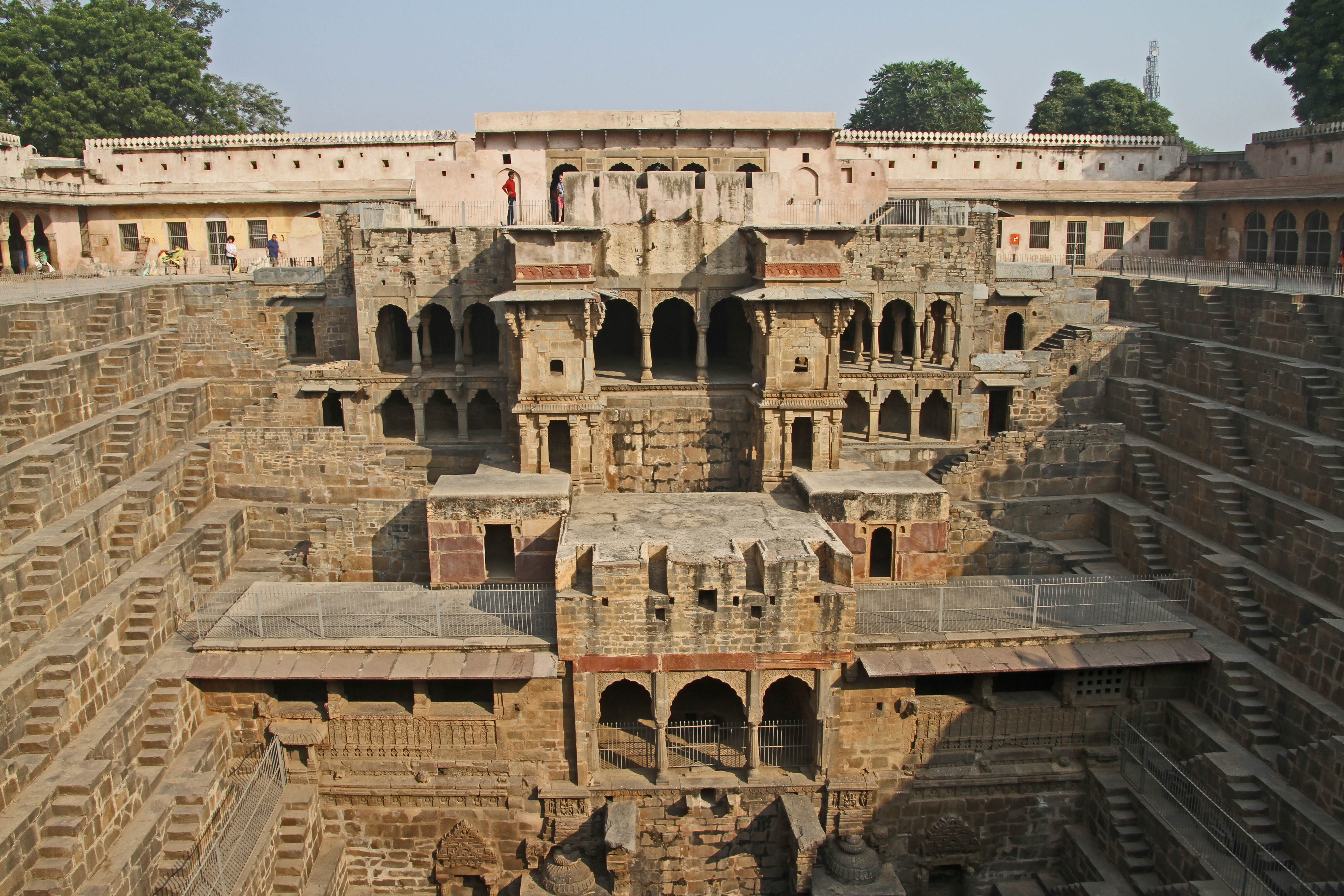
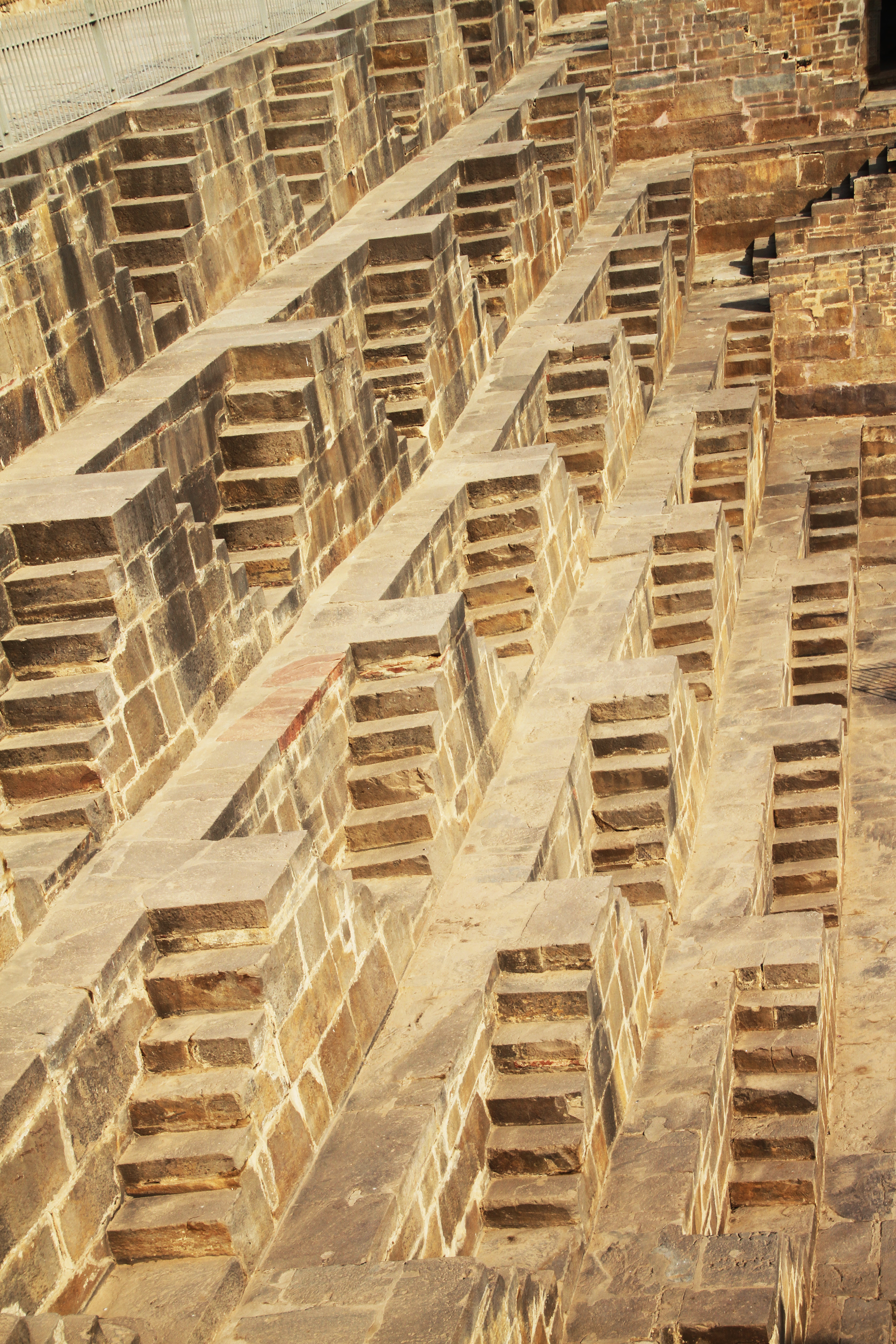
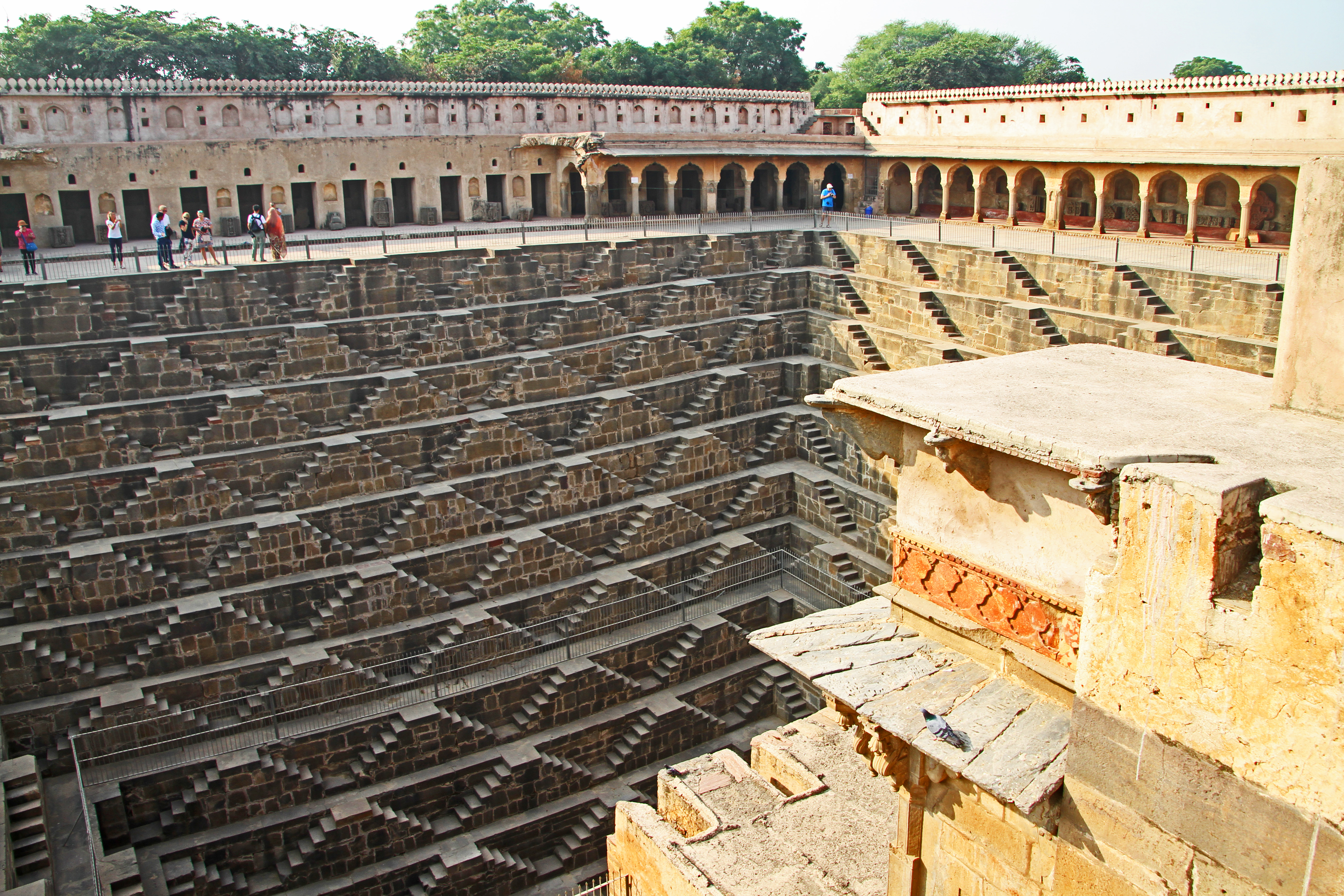
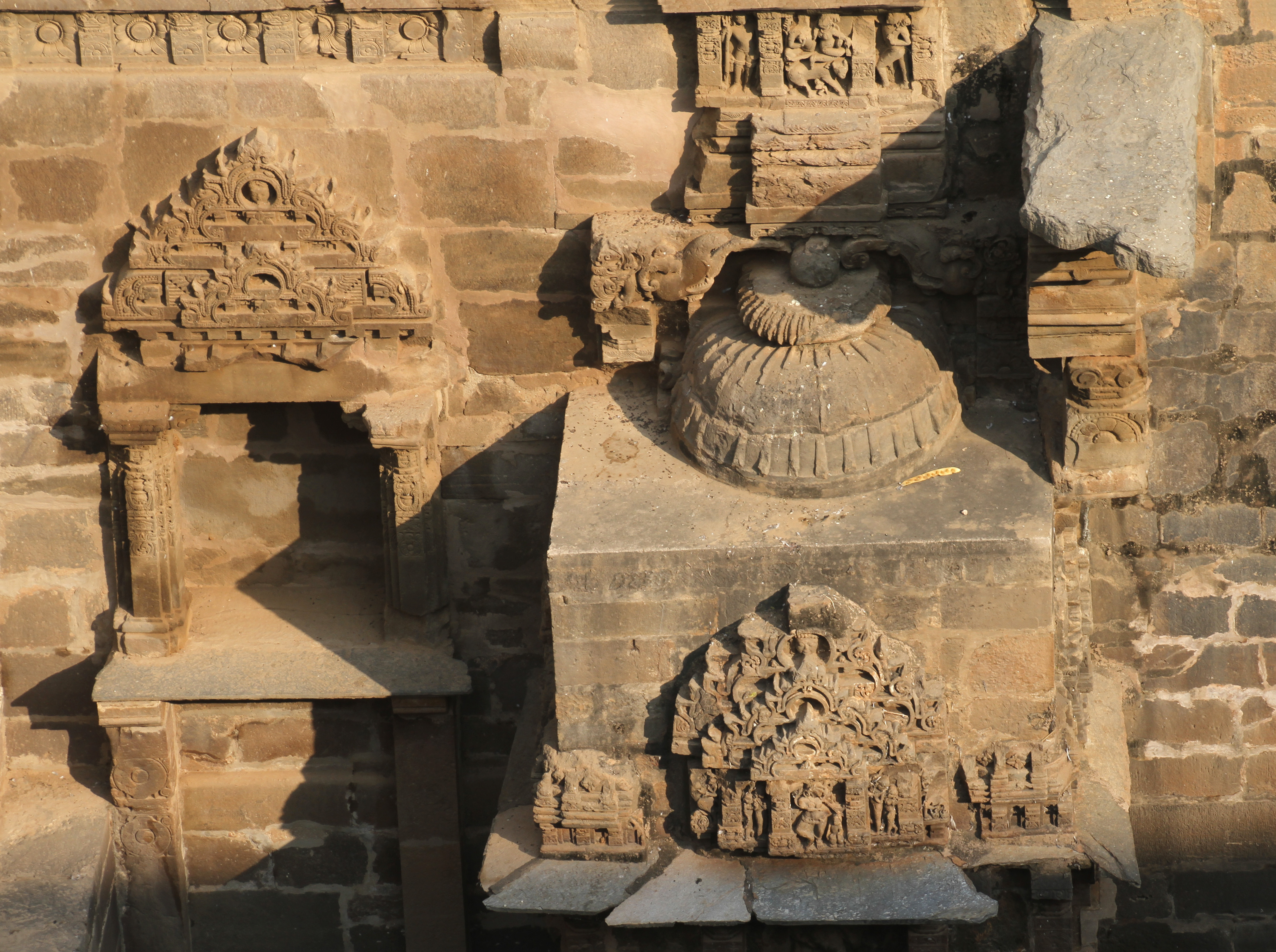